# 原子尺度材料模拟的计算机程序包
維也納全始計算模擬包（Vienna Ab initio Simulation Package），簡稱，是用于执行从头计算量子力学的分子动力学(MD)使用Vanderbilt泛函，或投增强波的方法和一个平面波基组的程序包。理论基礎是密度泛函理論(DFT)，但该程序还允许使用后-DFT更正，如混合函数混合密度泛函理論和哈特里–福克交换，多体扰动理论(GW近似)和隨機相位近似方法内的動態電子相關。
最初，是基于（当时在麻省理工学院）编写的代码，这也是CASTEP的基础。它于1989年7月被带到了奥地利维也纳大学。主要程序由撰写，他于1993年1月加入了在的小组，并与合作。目前正在由開發；最近的增加的内容包括將經常用於分子量子化學的方法（如MP2和CCSD(T)）擴展到週期系統。在與維也納大學達成軟件許可協議的基礎上，目前在全球學術界和工業界超過1400個研究小組中使用。

## 外部連結
- 官方网站